# Joseph Maria von Thun und Hohenstein

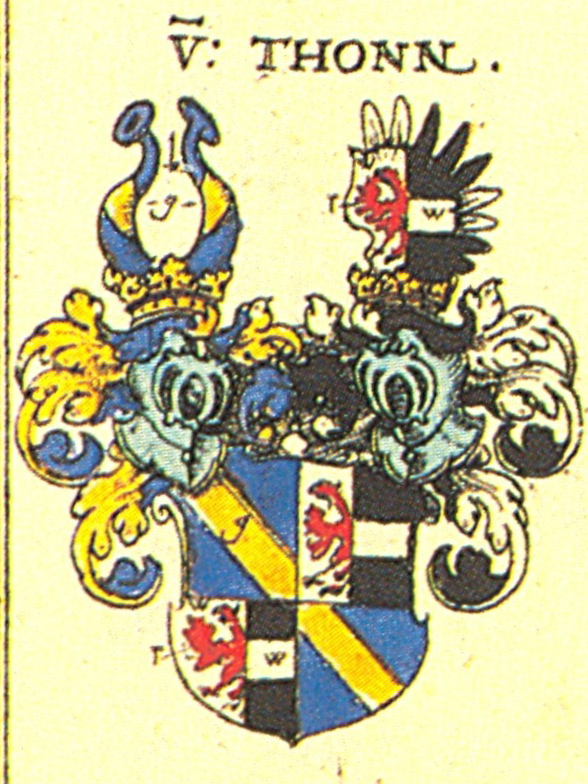
Stemma di famiglia

Joseph Maria von Thun und Hohenstein (Trento, 24 maggio 1713 – Mattighofen, 15 giugno 1763) è stato vescovo di Gurk e principe-vescovo di Passavia.

## Biografia
Joseph Maria era figlio del conte Joseph Johann von Thun und Hohenstein e di sua moglie, la contessa Margareta Veronika von Thun und Hohenstein.
A 16 anni ricevette il canonicato a Salisburgo e due anni dopo, ottenne anche quello di Passavia, oltre al prevostato della chiesa di San Pietro ad Augusta. Egli dal 1731 studiò a Salisburgo dove conseguì i dottorati in giurisprudenza e teologia. Successivamente egli divenne inviato del Re d'Ungheria a Roma.
Il 14 ottobre 1741 venne nominato dall'imperatrice Maria Teresa, vescovo di Gurk e il 18 febbraio 1742 ricevette la consacrazione dall'arcivescovo di Salisburgo, ottenendo una particolare dispensa per la sua giovane età (di soli 29 anni) che giunse controfirmata da papa Benedetto XIV l'11 gennaio 1742. Succeduto a Jakob Maximilian von Thun-Hohenstein dovette però nominare un proprio vicario (che venne scelto nella persona del Vescovo Wenzel von Bukovsky a causa dei suoi impegni presso la curia romana e presso il regno ungherese.
Nel 1740 ebbe il gravoso compito di riportare al Papa le rimostranze della neoeletta imperatrice Maria Teresa, la quale si lamentava del fatto che il pontefice avesse potuto riconoscere come imperatore Carlo Alberto di Baviera negli anni della Guerra di Successione austriaca. Nel 1744 Joseph Maria von Thun lasciò ad ogni modo Roma.
A Gurk, si preoccupò di erigere un seminario particolare per i sacerdoti provenienti da Strasburgo, a cui capo pose il benedettino Gregor Zallwein. Nel 1753 egli divenne inoltre amministratore della diocesi di Lavant e vicario generale dell'arcidiocesi di Salisburgo per la Carinzia.
Il 10 novembre 1761 venne scelto all'unanimità dal capitolo della cattedrale di Passavia come vescovo. Il 23 maggio 1762 venne ufficialmente intronizzato. Durante il suo breve periodo di governo, di appena 19 mesi, si preoccupò dell'educazione pubblica, pubblicando anche un volume di commento ai testi del Nuovo Testamento.
Morì il 15 giugno 1763 durante una visita pastorale a Mattighofen e venne sepolto nella cripta del Duomo di Passavia.

## Genealogia episcopale e successione apostolica
La genealogia episcopale è:
- Cardinale Scipione Rebiba
- Cardinale Giulio Antonio Santorio
- Cardinale Girolamo Bernerio
- Arcivescovo Galeazzo Sanvitale
- Cardinale Ludovico Ludovisi
- Cardinale Luigi Caetani
- Cardinale Ulderico Carpegna
- Cardinale Paluzzo Paluzzi Altieri degli Albertoni
- Papa Benedetto XIII
- Papa Benedetto XIV
- Vescovo Joseph Maria von Thun und Hohenstein

La successione apostolica è:
- Arcivescovo Andreas Jakob von Dietrichstein (1749)
- Arcivescovo Sigismund von Schrattenbach (1753)

## Stemma
| Immagine | Blasonatura                                                       |
| -------- | ----------------------------------------------------------------- |
| \| \|    | Joseph Maria von Thun und Hohenstein Principe-vescovo di Passavia |
|          |                                                                   |